# きたもん会
きたもん会（きたもんかい）とは、日本の特定非営利活動法人である。
横浜中華街の北門通りや海河道の活性化を願う有志により、2009年（平成21年）4月に発足した。会員には、地元で事業を営む16の店舗（企業）が加盟している。
横浜市の「地域まちづくり推進条例」にもとづく登録を行っている。なお、登録目的には「地域まちづくり組織の結成を目指す」と標榜している。

## 実施イベント
きたもん祭（きたもんさい）
通りの賑わいと新しい街の魅力の発見を創造する趣旨で開催。初開催の2009年は、9月の大型連休（シルバーウィーク）にあたる同月19日から21日に実施された。

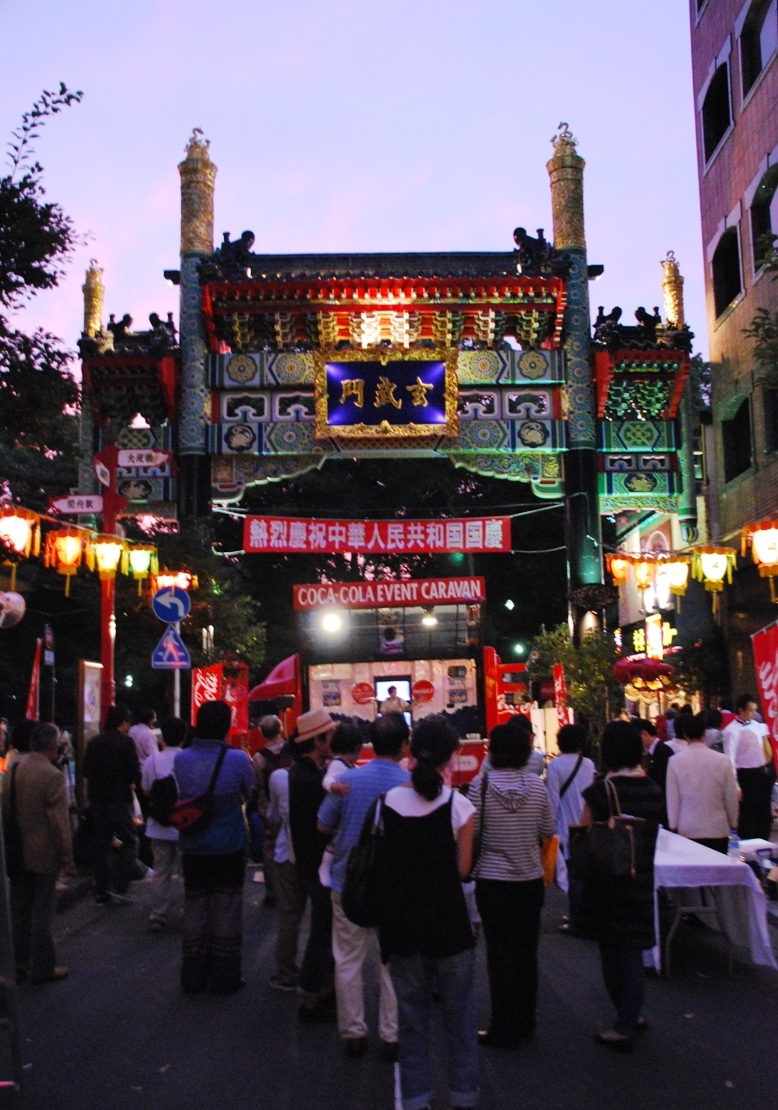
メイン会場
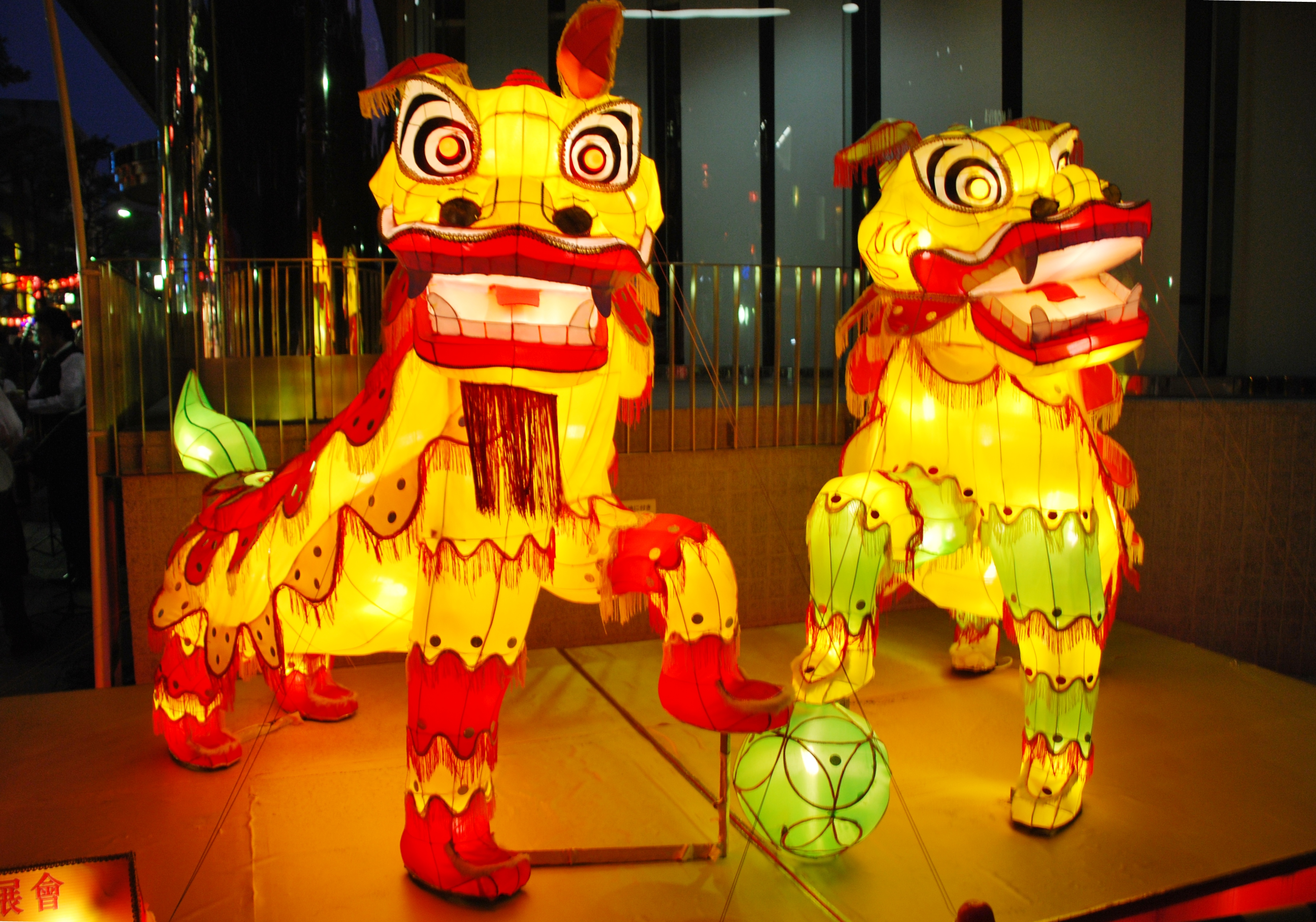
中国獅子舞のオブジェ